# Curaçao
Curaçao (Kòrsou na papiamentu - otok) ima površinu od 444 km², nalazi se u Karipskom moru, najveći je otok u Karipske Nizozemske, pripada grupi ABC - Otoka (Aruba, Bonaire, Curaçao) koji su zemljopisno dio Južne Amerike. Curaçao je, zajedno sa susjednim otokom Mali Curaçao, 10. listopada 2010. proglašen samostalnim područjem Kraljevine Nizozemske pod nazivom Zemlja Curaçao.
Vrhovna internetska domena za Curaçao je .cw od 2010. godine, a prije toga bila je domena Nizozemskih Antila .an.

## Zemljopis
Otok je 60 km udaljen od obale (sjeverno od Venezuele i sjeveroistočno od Kolumbije). Zapadno se nalazi otok Aruba koji je do 1986. godine bio dio Nizozemskih Antila, istočno leži otok Bonaire. Zajedno čine grupu Privjetrinskih otoka. Mali Curaçao, posebno omiljen kod ronioca, nenaseljen je, na njemu se nalazi samo jedan svjetionik. Najviša točka je Sint-Christoffelberg s 375 metara. Otoci Aruba, Bonaire i Curaçao se zbog njihovih početnih slova nazivaju ABC-Otocima.

## Stanovništvo
Broj stanovnika je 2008. godine iznosio 140.794. Najveći dio stanovništva živi u glavnom gradu Willemstad te u urbanom prostoru oko Schottegata, u centralno- istočnom djelu otoka. Stanovnici otoka pripadaju različitim etničkim skupinama. Najveći dio potječe od afričkih robova, 6% stanovništva ima nizozemsko porijeklo. Jedan manji do stanovništva potječe od Arawak indijanaca koji su bili prastanovnici Otoka. Osim toga čine Sefardi,(Židovi) koji su u 17. stoljeću pobjegli od španjolske i portugalske inkvizicije, jedan manji dio stanovništva. Naftna industrija vrbovala je gastarbeitere (njem.za gostujuće djelatnike) iz Azije, Južne Amerike i Kariba koji i danas žive na otoku.                                                  
Obitelji imaju u prosjeku dvoje djece; muškarci prosječno žive 73, žene 77 godina (u Nizozemskoj muškarci žive 77, a žene 82 godina). 
Stopa pismenosti je visoka, 96% stanovništva starijih od 15 godina zna pisati i čitati.

## Jezici
Uz nizozemski i engleski, treći službeni jezik je papiament (mješavina španjolskih, portugalskih, nizozemskih i engleskih jezičnih elemenata). Papiament dominira u svakodnevnom životu, vrlo je razvijen, mnogo literarnih djela je napisano na tome jeziku. Veliki dio stanovništva govori također engleski i španjolski.

## Povijest
Prvi put su Indijanci naselili otok oko 4000 pr. Kr. Druga, razvijenija indijanska kultura je naselila otok nešto kasnije, oko 1500 pr. Kr. O tome svjedoče crteži u pećinama Hato.
Španjolac Alonso de Ojeda je 1499. otkrio Curaçao. Posljedica njegovog otkrića je bila deportacija prastanovnika u Europu gdje su korišteni za prisilni rad. Španjolci su već 1527. započeli naseljavati otok tako da je sljedećih desetljeća bio pod španjoskom vlasti. Johan van Walbeeck osvojio je 1634. Curaçao u ime Nizozemske zapadnoindijske kompanije. Za vrijeme generala Jacoba Pieters Tolcka otok je bio centar karipske trgovine robovima i to sve do 1863. godine kad je Nizozemska ukinula ropstvo. Bio je pod nizozemskom vlašću dok ga nisu osvojili Britanci za vrijeme Napoleonskih ratova, kao i Južnu Afriku. 1816. se vratio pod nizozemsku vlast. 
Curaçao je nakon 1860. izgubio svoju gospodarku važnost i tek se 1930. nakon otkrića nafte uspio oporaviti. Danas se gospodarstvo otoka temelji na 5 stupova: nafta,trgovačka luka,turizam,Offshore- Banking i skromna domaća proizvodnja.
Otok ima vojno strateški povoljan položaj s najvećom prirodnom lukom zapadne hemisfere, šta je još jednom dokazano 2006. za vrijeme velikog vojnog manevra – Joint-Caribe Lion 2006 Vježba (J-CL06) u kojem su sudjelovali vojnici iz Francuske, Španjolske, Nizozemske, Velike Britanije te iz SAD-a.
Na referendumu 2005. se stanovništvo otoka odlučilo za status samoupravnog područja u okviru Kraljevine Nizozemske:
1. Curaçao ostaje dio Nizozemskih Antila (3,74%)
2. Curaçao je samostalno područje u okviru Kraljevine Nizozemske (67,83%)
3. Curaçao će biti dio Nizozemske (sl.status kao Bonaire, Saba, Sveti Eustazije) (23,61%)
4. Nezavisnost od Kraljevine Nizozemske (4,82%)

15. svibnja 2009. na sljedećem i neobaveznom referendumu je stanovništvo bilo pozvano da donese odluku o isposlovanom rješenju iz 2005. godine. 52% je bilo za osamostaljenje otoka u okviru Kraljevine Nizozemske. 10.listopada 2010. je donesena odluka o prestanku postojanja Nizozemskih Antila. Time je otok postao samostalno područje u okviru Kraljevine Nizozemske, pored Nizozemske, Arube i Svetog Martina.
Danas Zemlja Curaçao (niz. Land Curaçao; papiamento: Pais Kòrsou) obuhvaća otok Curaçao i mali nenaseljeni otok Mali Curaçao (niz. Klein Curaçao).
Ustavni je dio Kraljevine Nizozemske. Prije raspuštanja Nizozemskih Antila, upravna jedinica zvala se Otočno područje Curaçao (eng. Island Territory of Curaçao, niz. Eilandgebied Curaçao, papiamentu: Teritorio Insular di Kòrsou) i bio je jedan od pet otočnih teritorija bivših Nizozemskih Antila. Engleski jezik bio je jezik Vlade Curaçaoa i Vlade Nizozemskih Antila.

## Politika
Vlada pod vodstvom Gerrita Schotte bila je na vlasti od 3. kolovoza 2012. i imala je tek poslovodnu ulogu. Parlamentarni izbori su bili određeni za 19. listopada 2012. Većina zastupnika u parlamentu bila je za smjenu Schottea sa strane privremene vlade. Zamjenica guvernera Adele Van der Plujim-Vrede 29. rujna 2012. imenovala je Stanleya Betriana za novog predsjednika vlade. 
Schotte nije želio prihvatiti svoju smjenu te je govorio o državnom udaru kojeg je izvela Nizozemska. Stanovništvo Curaçaa kriza vlade je rascijepila zbog čega je nizozemski parlament signalizirao u potpunosti ispuniti želju za nezavisnošću. Istovremeno je haaška ministrica Liesbeth Spies izložila da je nova vlada izbrana u sukladu s ustavom.

## Klima
Sjevernoistočni Pasat je karakterističan za klimu Curacaa. Pošto je otok prenizak zračne mase ne donose dovoljno kiša. Posljedica neredovitosti oborina je da na otoku nema brzica. Klima je stepska, a prosječna količina godišnjih oborina iznosi 550 mm, prosječna godišnja temeperatura iznosi 28 stupnjeva. Količina godišnjih oborina je nepostojana i varira između 200 i 1200 mm.

## Gospodarstvo i infrastruktura
Velike gospodarske grane otoka su turizam i prerada nafte. Naravno je njegova uloga Offshore – finacijskog centra od velikog značaja. Od 2010. više nisu Nizozemski Antili na crnoj listi Poreznih oaza u SAD-u. Stopa nezaposlenih je s 10,3% (Listopad 2008.) vrlo visoka. 2005. godine jedosegnuta najveća stopa nazaposlenosti, 18,2%, ali se od tada gospodarstvo oporavilo. To je i razlog povratku velikog broja antilijana koji su privremeno živjeli u Nizozemskoj.

## Valuta
Službena valuta je karipski gulden, ali je zahvaljujući stabilnom deviznom tečaju moguće plaćati američkim dolarom. Nakon raskinuća Nizozemskih Antila 2010.je odlučeno da se i valuta ukine. Za posebne komune kao Bonaire, Saba i Sint Eustatius je već od 2011.sluzbena valuta američki dolar. Pri kraju Kolovoza 2009. je na konferenciji stručnjaka u Wilemstadu bio raspravljano o dolariziranju Cuarcaa i Sint Maarten nakon čega je odlučeno ukinuće antilskog guldena. 2012. je donesena odluka o formiranju karipskog guldena. Umjesto novčanica od 25 i 250 Guldena su sad aktualne novčanice od 20 i 200 guldena. U turističkoj branši je često moguće plaćanje eurom.

## Promet
Sa zračne luke Hato su moguće svakodnevne veze za Amsterdam, Miami, Sint Maarten, nekolicini karipskih otoka te gradovima u Venecueli i Kolumbiji. KLM leti dnevno s Boeingom 747 (Februar 2010) iz Amsterdama za Curacao kao i ArkeFly koji pripada TUI Airlines. Od studenog 2011. leti i Air Berlin jednom tjedno iz Düsseldorfa za Curacao s Airbusom A330-200. Letovi startaju uvijek utorkom i stižu srijedom u Düsseldorf. To je jedina direktna veza između otoka i Njemačke bez presijedanja.

## Turizam
2007. je Curacao posjetilo 299.784 turista, 33,6% iz Nizozemske, 20,4% iz susjedne Venecuele te 15,5% iz SAD-a. Broj njemačkih turista je s 1,3% vrlo nizak, ali raste u zadnjih godina s jednom stopom od 18,5%. I skanidavski turisti su za Curacao sve vazniji.
Prije 20 godna je komplentni podvodni svijet stavljen pod zaštitu države kao prirodno dobro. Zbog toga je Curacao jedan od najpoznatijih ronilačkih područja na svijetu. Osim mekanih i kamenih koralja ima i veliki broj spužvi, anemona, gorgonia, morskih konjića, škarpinica, raža, barakuda, morskih pasa, morskih kornjača i sipa. Pred obalom leže potopljene brodske olupine koje su dostupne roniocima.

## Kulinarski specijaliteti
Od kora kiselih naranči koje rastu na otoku pravi se poznati istoimeni liker Curacao. Kore se maceriraju i mariniraju u alkoholu koji aktivira aromu kore. Liker se moze dobiti bezbojan, ali i crven, narančast, zelen i plav. Moguće je i direktno u produkciji dobiti liker kombiniran s kavom, čokoladom i rumom. Liker koji se izrađuje na otoku nije usprediv s u ostalom djelu svijeta poznatim „Blue Curacaom“

## Wilemstad
Glavni grad Curacaa je Wilemstad. Četiri dijela grada se zbog velikog broja povijesno važnih i arhitektonski značajnih gređevina iz razdoblja nizozemskog kolonijalizma nalaze komplentno pod zaštitom UNESCO-a, Punda ( nizozemski“ de punt“ - točka), Otrabanda (druga strana) te Scharloo i Pietermaai. Punda i Ortobanda su spojeni pontonskim mostom „Koningin Emmabrug „ (Most-Kraljice-Eme) kojeg mogu koristiti samo pješaci i biciklisti. Više puta na dan se most otvara i zatvara zbog brodnog prometa. „Koningin Julianabrug“ (Most- Kraljice-Juliane) koji se nalazi nešto istočnije od povijesnog centra grada i premošćuje „Sint Annabaai“ ( St.-Anna-Uvala ) je rezerviran za automobilski promet.
Wilemstad ima s predgrađem 120.000 stanovnika šta znači da 85% stanovništva živi u glavnom gradu. Politički centar grada čini povijesna jezgra u kojoj se nalazi upravna četvrt, Fort Amsterdam. U Otrobandi i Pundi se slave svi nacionali praznici, kao npr. Dan kraljice 30.4. na kojem se čitav otok sastaje u povijesnoj jezgri grada, u narančastoj odjeći. Na kraljevskom sajmu veliki broj obrtnika nudi svoje proizvode, a zabavni program služi za razonodu. 2.7. slavi se na otoku Dan Zastava, sa sličnim aktivitetima kao i na Dan Kraljice, samo šta je sva odjeća plava. Kura Hulanda Muzej koji je integriran u istovremenom hotelu, dokumentira nekoliko stoljeća dugu povijest ropstva na Zapadnoindijskim otocima.

## Poveznice
- ABC-otoci
- Kraljevina Nizozemska

## Vanjske poveznice
- Službena stranica
- Stranica Nizozemskih Antila  Arhivirana inačica izvorne stranice od 5. kolovoza 2003. (Wayback Machine)